# Max Heymans-ring
De Max Heymans-ring is een oeuvreprijs die in 1984 in het leven werd geroepen door uitgever Phia Baruch, oprichter van de Nederlandse Vereniging van Modejournalisten en sindsdien eens in de twee jaar wordt toegekend aan mensen die een belangrijke bijdrage hebben geleverd aan de Nederlandse mode. De prijs is vernoemd naar de couturier Max Heymans, die tevens de eerste drager van de ring was. 

## Winnaars
- Max Heymans, couturier, in 1984
- Nico Verheij
- Jos Ots
- Marielle Bolier, ontwerpster van badmode, 1990
- Frank Govers, modeontwerper, in 1992
- Edgar Vos, modeontwerper, in 1994
- Oger Lusink, eigenaar van de Oger-kostuumwinkels, in 1996
- Puck & Hans Kemmink
- Frans Molenaar, modeontwerper, in 2003
- Jan Jansen, de ontwerper van schoeisel, in 2006